# سیچوو
سیچوو (به صربی: Sićevo Gorge) یک منطقه حفاظت‌شده در صربستان است که در southeastern Serbia واقع شده‌است.